# Vlag van Mato Grosso

Vlag van Mato Grosso

De vlag van Mato Grosso bestaat uit een blauw veld met in het midden een witte ruit. In deze witte ruit staat een groene cirkel met daarin een gele ster.
De vlag werd officieel aangenomen op 31 januari 1890. De kleuren zijn afgeleid van de vlag van Brazilië. Het blauw staat voor de lucht, het wit voor de vrede, het groen voor het landschap en de gele ster voor het republikeinse ideaal en de grondstoffenrijkdom van Mato Grosso. De vlag is nogmaals officieel bevestigd op 11 juli 1947